# First-past-the-post

Un esempio di scheda per un'elezione che utilizza il first-past-the-post, in cui l'elettore ha votato uno dei candidati.

Il sistema uninominale secco o sistema maggioritario secco, noto anche con l'inglese first-past-the-post, è un sistema elettorale maggioritario a maggioranza relativa a turno unico dove, in ciascun collegio uninominale, il vincitore è il candidato che prende più voti a prescindere dal suo numero.
L'espressione "first-past-the-post" significa letteralmente "il primo oltre il palo" ed è stata coniata in analogia al mondo dell'ippica, nelle cui corse il vincitore è il primo cavallo che oltrepassa un particolare punto della pista, mentre tutti gli altri cavalli perdono. Il sistema è conosciuto anche come the winner takes all, ovvero "il vincitore prende tutto".

## Descrizione
Nel first-past-the-post, in ciascun collegio uninominale (in inglese costituency) ogni elettore può esprimere una sola scelta: viene quindi proclamato eletto per quel collegio il candidato che ottiene la maggioranza relativa dei voti (plurality), senza nessuna quantità o soglia minima di voti richiesti. Tutti gli altri voti sono invece scartati.
Esempio
|             | Voti    | %      | Risultato |
| ----------- | ------- | ------ | --------- |
| Candidato A | 49 000  | 41,50  | Eletto    |
| Candidato B | 38 000  | 32,20  | Battuto   |
| Candidato C | 22 000  | 18,60  | Battuto   |
| Candidato D | 9 000   | 7,60   | Battuto   |
| Totale      | 118 000 | 100,00 |           |

## Effetti

Risultati delle elezioni del Regno Unito nel 2015. Il cerchio interno indica la percentuale del voto popolare, quello esterno la percentuale dei seggi in parlamento.

Il first-past-the-post è considerato un sistema molto semplice, sia per quanto riguarda la comprensione da parte degli elettori, sia per quanto riguarda lo scrutinio e la proclamazione del vincitore.
Questo sistema tende a garantire una governabilità parlamentare secca tra i partiti più grandi, tanto che secondo la legge di Duverger (teorizzata dal politologo francese Maurice Duverger negli anni '50) l'uninominale maggioritario fa tendere il sistema politico verso il bipartitismo.
Questo sistema elettorale punta a garantire un'equa distribuzione dei poteri tra grandi metropoli e aree rurali, equiparando il voto dei cittadini delle grandi città a quello dei cittadini delle periferie o delle zone meno abitate. Infatti con un proporzionale puro le campagne elettorali, e quindi anche i programmi elettorali, tendono a prediligere i bisogni dei cittadini delle aree più densamente popolate; è per questo che con l'uninominale secco si cerca di rispettare i bisogni elettorali della maggior parte degli elettori.
Un'altra prerogativa di questo metodo elettorale è di avere una rappresentanza diretta in parlamento di una precisa circoscrizione territoriale. In questo modo i parlamentari rimangono molto legati alla popolazione del proprio seggio diventando più sensibile alle richieste dei cittadini e gli abitanti riescono a portare l'attenzione nazionale ad esigenze locali specifiche che andrebbero perse in un proporzionale. Ad esempio in Regno Unito è possibile, per i cittadini di una circoscrizione, richiedere un incontro con il proprio parlamentare per esporgli problematiche, richieste ed esigenze, che può in seguito discutere nella Camera dei comuni. 
Infine, con un first-past-the-post si cerca di rendere il più facile la possibilità di creare un governo per il primo partito delle elezioni, senza dover stringere alleanze post-elettorali con partiti avversi, come invece accade per il proporzionale che predispone all'immobilismo parlamentare per la frammentazione dei seggi. Infatti con un parlamento troppo plurale si rischia di dare troppo potere decisionale ai partiti minori che si ritrovano con pochi seggi (e quindi pochi voti) ma essenziali con per la formazione di un governo. 
In questo modo però ne escono sottorappresentati i partiti medio-piccoli, con l'eccezione però di quelli regionali. Infatti, un partito medio, il cui voto sia distribuito uniformemente sul territorio nazionale, arriverà in molti collegi secondo o terzo, conquistando pertanto pochi seggi pur essendosi aggiudicato un discreto numero di voti. Viceversa, un partito dello stesso peso complessivo, ma radicato solamente in particolari regioni, può conquistare molti seggi in quelle regioni, risultando addirittura avvantaggiato rispetto ad un sistema proporzionale puro: ad esempio, alle elezioni generali nel Regno Unito del 2015 il Partito Nazionale Scozzese ottenne quasi il 50% dei voti in Scozia e conquistò ben il 95% dei seggi in palio nella regione (56 su 59).
Secondo alcuni studiosi, l'uninominale secco è quindi un sistema ingiusto, poiché la combinazione tra collegi uninominali a maggioranza relativa e la presenza dominante di due grossi partiti provoca potenzialmente grandi disparità nel numero dei seggi in Parlamento.
Addirittura, in presenza di particolari distribuzioni del voto, è possibile che il partito che risulta con più seggi abbia ricevuto in realtà meno voti del suo rivale: ad esempio alle elezioni generali nel Regno Unito del 1951 il Partito Laburista, pur classificandosi al primo posto nelle preferenze col 48,8% dei voti, perse le elezioni avendo raccolto solo 295 seggi, contro i 321 del Partito Conservatore che godeva del 47,9% delle preferenze. Questo succede perché il sistema ha un effetto territoriale che penalizza i partiti i cui voti sono dispersi fra i vari collegi elettorali. Secondo un'analisi su 177 elezioni con il sistema, nel 69% dei casi il secondo partito riceve meno seggi rispetto al voto popolare, e nel 93% il primo partito viene sovrarappresentato.
Il sistema uninominale a un turno può inoltre spingere gli elettori al cosiddetto voto strategico o utile, in caso di evidente improbabilità o impossibilità di vittoria del candidato preferito, oppure in caso di presenza di un candidato particolarmente sgradito. Infine, poiché il voto di ogni elettore incide solamente sul proprio collegio e non a livello nazionale, il first-past-the-post può scoraggiare alcuni elettori, residenti nei collegi già dati per sicuri, dal recarsi alle urne.
Nel Regno Unito si è molto discusso su questa legge elettorale, ormai storica nel paese anglofono, tanto che nel 5 maggio 2011 si è tenuto un referendum sulla possibilità di cambiare metodo elettorale. Ben il 67,90% votò per rimanere con il first-past-the-post, vincendo in ogni circoscrizione oltre che a livello nazionale.

## Utilizzo

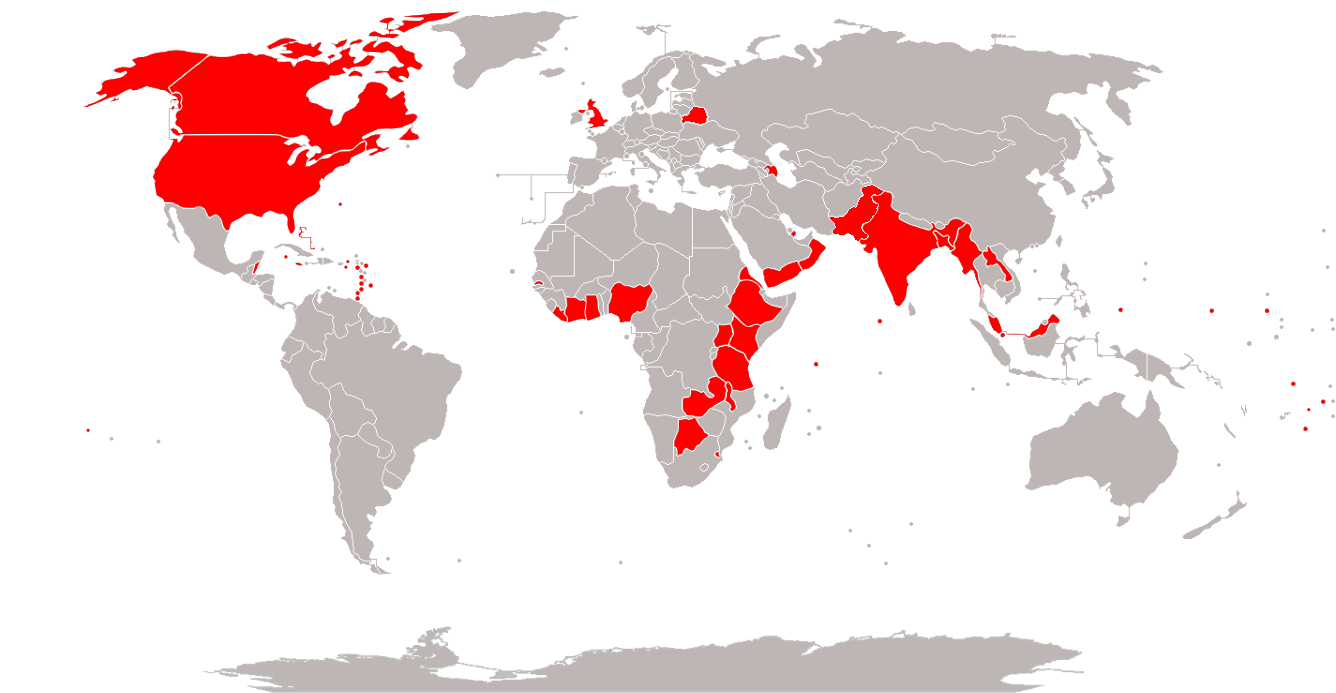
Paesi che utilizzano il first-past-the-post per eleggere i membri del proprio Parlamento.

Il first-past-the-post è utilizzato nella maggior parte dei paesi anglosassoni, a partire dal Regno Unito che lo usa per eleggere la Camera dei comuni a partire dalla fine del XIX secolo e che lo ha diffuso in seguito nei suoi dominion, come Canada,, India (limitatamente alla Lok Sabha), Nuova Zelanda (che lo ha utilizzato fino al 1993), Australia (dal 1901 al 1917).
È utilizzato inoltre negli Stati Uniti d'America, per eleggere i membri del Congresso in quasi tutti gli Stati, con l'eccezione di California, Georgia, Louisiana e Washington, che utilizzano il sistema con ballottaggio, e del Maine, che dal 2018 utilizza il voto alternativo.
Per via del fatto che l'India ha oltre 800 milioni di elettori, il first-past-the-post è il sistema elettorale utilizzato dal maggior numero di persone nel mondo.
Il first-past-the-post può essere inoltre utilizzato, in combinazione con meccanismi proporzionali, nei sistemi elettorali misti, come ad esempio in Germania o in Italia (sia con il Mattarellum, in vigore dal 1994 al 2005, sia con il Rosatellum, approvato nel 2017).